# Mahajanga II
Mahajanga II is een district van Madagaskar in de regio Boeny. Het district telt 73.457 inwoners (2011) en heeft een oppervlakte van 4.390 km², verdeeld over 9 gemeentes. Het beslaat het gebied rondom de stad Mahajanga.